# Lagarde (Moselle)
Lagarde (Duits: Gerden im Salzgau) is een gemeente in het Franse departement Moselle (regio Grand Est) en telt 199 inwoners (1999).
De gemeente maakt deel uit van het arrondissement Château-Salins en sinds 22 maart 2015 van het kanton Le Saulnois, toen het kanton Vic-sur-Seille, waar de gemeenten daarvoor onder viel, erin opging.

## Geografie
De oppervlakte van Lagarde bedraagt 22,9 km², de bevolkingsdichtheid is 8,7 inwoners per km².
De onderstaande kaart toont de ligging van Lagarde (Moselle) met de belangrijkste infrastructuur en aangrenzende gemeenten.

## Demografie
Onderstaande figuur toont het verloop van het inwonertal (bron: INSEE-tellingen).